# 2010-es portugál rali
A 2010-es portugál rali (hivatalosan: 2010 Rally de Portugal) volt 2010-es rali-világbajnokság hatodik futama. Május 26 és 30 között került megrendezésre, 18 gyorsasági szakaszból állt, melyek össztávja 355 kilométert tett ki. A versenyen 74 páros indult, melyből 51 ért célba.
A versenyt a francia Sébastien Ogier nyerte meg, akinek ez pályafutása első világbajnoki futamgyőzelme. Másodikként Sébastien Loeb zárt, a harmadik helyen pedig a spanyol Dani Sordo végzett.
Egy magyar páros volt jelen a viadalon. Turán Frigyes és navigátora, Zsiros Gábor egy Peugeot 307 WRC-vel szerepelt a versenyen; kettősük a huszonharmadik helyen ért célba.

## Szakaszok
| Nap              | Szakasz | Rajtidő | Szakasz neve           | Hossz    | Győztes           | Idő     | Átlagsebesség | Versenyben vezető |
| ---------------- | ------- | ------- | ---------------------- | -------- | ----------------- | ------- | ------------- | ----------------- |
| 1. (Május 27–28) | 1.      | 20:30   | Estádio Algarve 1      | 2.03 km  | Mikko Hirvonen    | 2:09.3  | 56.52 km/h    | Mikko Hirvonen    |
| 1. (Május 27–28) | 2.      | 09:30   | Santa Clara 1          | 22.72 km | Dani Sordo        | 14:09.3 | 96.31 km/h    | Dani Sordo        |
| 1. (Május 27–28) | 3.      | 10:18   | Ourique 1              | 20.21 km | Sébastien Ogier   | 13:02.5 | 92.98 km/h    | Dani Sordo        |
| 1. (Május 27–28) | 4.      | 11:16   | Silves 1               | 21.36 km | Sébastien Ogier   | 12:06.3 | 105.87 km/h   | Sébastien Ogier   |
| 1. (Május 27–28) | 5.      | 14:10   | Santa Clara 2          | 22.72 km | Sébastien Ogier   | 13:54.9 | 97.97 km/h    | Sébastien Ogier   |
| 1. (Május 27–28) | 6.      | 14:58   | Ourique 2              | 20.21 km | Sébastien Ogier   | 13:03.8 | 92.82 km/h    | Sébastien Ogier   |
| 1. (Május 27–28) | 7.      | 15:56   | Silves 2               | 21.36 km | Sébastien Ogier   | 12:05.5 | 105.99 km/h   | Sébastien Ogier   |
| 2. (Május 29)    | 8.      | 09:27   | Almodovar 1            | 26.20 km | Sébastien Loeb    | 16:40.4 | 94.28 km/h    | Sébastien Ogier   |
| 2. (Május 29)    | 9.      | 10:20   | Vascão 1               | 25.23 km | Sébastien Loeb    | 16:31.2 | 91.63 km/h    | Sébastien Ogier   |
| 2. (Május 29)    | 10.     | 11:25   | São Brás de Alportel 1 | 16.12 km | Petter Solberg    | 11:43.4 | 82.50 km/h    | Sébastien Ogier   |
| 2. (Május 29)    | 11.     | 14:07   | Almodovar 2            | 26.20 km | Sébastien Ogier   | 16:38.7 | 94.44 km/h    | Sébastien Ogier   |
| 2. (Május 29)    | 12.     | 15:00   | Vascão 2               | 25.23 km | Sébastien Loeb    | 16:29.2 | 91.82 km/h    | Sébastien Ogier   |
| 2. (Május 29)    | 13.     | 16:05   | São Brás de Alportel 2 | 16.12 km | Sébastien Loeb    | 11:39.9 | 82.91 km/h    | Sébastien Ogier   |
| 3. (Május 30)    | 14.     | 07:18   | Felizes 1              | 21.28 km | Sébastien Loeb    | 13:35.6 | 93.93 km/h    | Sébastien Ogier   |
| 3. (Május 30)    | 15.     | 08:09   | Loulé 1                | 22.51 km | Sébastien Loeb    | 15:22.7 | 87.82 km/h    | Sébastien Ogier   |
| 3. (Május 30)    | 16.     | 10:48   | Felizes 2              | 21.28 km | Sébastien Loeb    | 13:37.1 | 93.76 km/h    | Sébastien Ogier   |
| 3. (Május 30)    | 17.     | 11:39   | Loulé 2                | 22.51 km | Sébastien Loeb    | 15:27.3 | 87.39 km/h    | Sébastien Ogier   |
| 3. (Május 30)    | 18.     | 13:55   | Estádio Algarve 2      | 2.03 km  | Federico Villagra | 2:09.9  | 56.26 km/h    | Sébastien Ogier   |

## Végeredmény
| Poz. | Versenyző         | Navigátor           | Autó                    | Idő       | Különbség | Pont |
| ---- | ----------------- | ------------------- | ----------------------- | --------- | --------- | ---- |
| 1.   | Sébastien Ogier   | Julien Ingrassia    | Citroën C4 WRC          | 3:51:16.1 | 0.0       | 25   |
| 2.   | Sébastien Loeb    | Daniel Elena        | Citroën C4 WRC          | 3:51:24.0 | 7.9       | 18   |
| 3.   | Dani Sordo        | Marc Martí          | Citroën C4 WRC          | 3:52:33.7 | 1:17.6    | 15   |
| 4.   | Mikko Hirvonen    | Jarmo Lehtinen      | Ford Focus RS WRC 09    | 3:52:48.1 | 1:32.0    | 12   |
| 5.   | Petter Solberg    | Phil Mills          | Citroën C4 WRC          | 3:52:51.8 | 1:35.7    | 10   |
| 6.   | Matthew Wilson    | Scott Martin        | Ford Focus RS WRC 08    | 3:58:26.2 | 7:10.1    | 8    |
| 7.   | Mads Østberg      | Jonas Andersson     | Subaru Impreza WRC 2008 | 3:58:44.4 | 7:28.3    | 6    |
| 8.   | Federico Villagra | Jorge Pérez Companc | Ford Focus RS WRC 08    | 4:01:52.2 | 10:36.1   | 4    |
| 9.   | Hálid al-Kászimi  | Michael Orr         | Ford Focus RS WRC 08    | 4:02:11.9 | 10:55.8   | 2    |
| 10.  | Kimi Räikkönen    | Kaj Lindström       | Citroën C4 WRC          | 4:02:50.4 | 11:34.3   | 1    |